# Góra Mazurowa (Wyżyna Częstochowska)
Góra Mazurowa (401 m) – wzniesienie w miejscowości Grabowa w województwie śląskim, w powiecie zawierciańskim, w gminie Łazy. W literaturze turystycznej lokalizowane jest w paśmie wzniesień zwanym Pasmem Smoleńsko-Niegowonickim. W regionalizacji geograficznej Polski według Jerzego Kondrackiego znajduje się na Wyżynie Ryczowskiej będącej częścią Wyżyny Częstochowskiej, ta zaś wchodzi w skład Wyżyny Krakowsko-Częstochowskiej.
Góra Mazurowa jest porośnięta lasem. Duży kompleks leśny ciągnie się na północny wschód od niej. W niewielkiej odległości na zachód od Mazurowej Góry znajduje się Góra Żydowska, a na wschód w lesie Ostry Kamień.